# Карлос Перес
Карлос Перес  (ісп. Carlos Pérez, 12 квітня 1979) — іспанський веслувальник, олімпійський чемпіон.

## Виступи на Олімпіадах
| Олімпіада  | Дисципліна                  | Місце    |
| ---------- | --------------------------- | -------- |
| Афіни 2004 | байдарка, 500 метрів        | 6 h2r2/3 |
| Пекін 2008 | байдарка-двійка, 500 метрів | 1        |